# 萊比錫現代史博物館
萊比錫現代史博物館（德語：Zeitgeschichtliches Forum Leipzig）是位於德國城市萊比錫的一座博物館，主要展示東德時期的歷史、共產黨的專制統治和兩德統一的歷史進程。